# Landreiter (Landreiterei)
Die Landreiter (auch Land-Bereiter) waren in Deutschland im 14. bis zum 18. Jahrhundert in einigen Herrschaftsbereichen die Verwalter einer Landreiterei.

## Geschichte
Die Wittelsbacher schufen im Herrschaftssystem der Mark Brandenburg im 14. Jahrhundert neue territoriale Gliederungen als Landreitereien (equitaturæ), ein System, das die Luxemburger nach 1373 beibehielten. Die Landreiterei (Herrschaften) in der Altmark, Neumark, Prignitz, Uckerland und Mark über Oder fungierte als Mittelinstanz zwischen Vögten und Markgrafen (siehe Landbuch Karls IV.). Die Landreitereien führten Landeshauptleute (auch  Landvögte genannt), die später als Landreiter bezeichnet wurden.
Aus Landreitern wurden Ende des 18. Jahrhunderts in Brandenburg Landräte, die später als Hauptverwaltungsbeamte eines deutschen Landkreises oder Kreises und damit oberste Kommunalbeamte fungierten.
Siehe auch: Landreiter als Landgendarm.